# Пакленац
Пакленац (лат. Lycaena helle) врста је дневног лептира из породице плаваца.

## Опис и распрострањење
Доминантна боја на крилима пакленца је тамнобраон, са нешто наранџасте. Мужјаке одликује упадљив љубичасти одсјај, који се види када светлост пада под одређеним углом. Женке су мање упадљиве, са плаво-љубичастим тачкицама уместо израженог љубичастог одсјаја. Лептир је релативно мали у поређењу са најближим сродницима, а величина раширених крила се креће од 21 до 27 mm.
Пакленац насељава палеарктик и може се наћи од Пиринеја преко северне Норвешке и Белгије на западу па све до средње Азије на истоку. Европске популације овог лептира су углавном концентрисане на северу континента, док се у централној и јужној Европи лептир бележи само у виду изолованих популација на високим планинама.
Насељава влажне и тресетне ливаде које се обично развијају на киселој подлози. У Србији је везан искључиво за високопланинске потоке уз које се развија тресавска вегетација и вегетација високих зелени. Његова биљка хранитељка на овим просторима је срченик (Polygonum bistorta) која се среће недалеко од потока.
Лептир представља реликтну врсту која се задржала из периода бореала који је наступио убрзо након глацијације.

## Екологија
Пакленац најчешће образује једну генерацију од маја до почетка јула, али се на југу и на мањим надморским висинама јавља друга генерације током августа. У Србији образује само једну генерацију која лети током маја и јуна.  Презимљава у стадијуму лутке.

## Присуство у Србији
Све до 2011. године пакленац није био забележен на простору Балканског полуострва, када је откривен на подручју Старе планине у Србији и Бугарској. У Србији најпре потврђен за мало подручје које се пружа од локалитета Понор изнад села Дојкинци, преко Стражне чуке, до Копрена. Током истраживања 2020. године пронађена је стабилна популација на локалитету Жарков дол, у близини Бабиног зуба. Занимљиво је са популације на локалитету Понор нису налажене неколико година, након чега је лептир поново населио ова станишта.

## Угроженост и заштита
Лептир није уврштен у глобалну црвену листу, али је означен као угрожен (EN) на подручју Европе, У Србији је најпре означен као угрожена (EN), а потом као критично угрожена врста (CR). Налази се на списку Бернске конвенције, као и на Прилозима 1 и 4 европске Директиве о стаништима. У Србији није заштићен, пре свега зато што је касно откривен.